# My Holo Love
My Holo Love (나 홀로 그대?, Na hollo geudaeLR) è una serie televisiva sudcoreana, trasmessa da Netflix a partire dal 7 febbraio 2020.
Ryu Yong-jae è stato ispirato per questa storia dalla vittoria del programma AlphaGo contro il giocatore di Go professionista Lee Se-dol nel corso del loro storico incontro nel 2016.

## Trama
Ko Nan-do è il proprietario di "GIO LAB", un'azienda di ricerca informatica, e in qualità di genio inventore, l'azienda e tutti i progetti sono stati creati attraverso le sue mani. Tuttavia, le uniche persone che conoscono la sua esistenza sono Ko Yoo-jin, sua sorella, che finge di essere l'immagine ufficiale e CEO dell'azienda, e Cho Jin-seok, il capo della programmazione della stessa. Questo perché dieci anni prima, Nan-do ha hackerato una rete nazionale coreana, per cui ha dovuto fingere la propria morte mentre era inseguito.
D'altra parte, Han So-yeon è responsabile del marketing di un'azienda di occhiali], lavorando sia nel marketing del brand che nella logistica delle feste di lancio dei negozi principali della compagnia. Si occupa anche meticolosamente dei suoi clienti e del suo lavoro, tuttavia quando si tratta della sua vita personale, So-yeon mantiene le distanze, in quanto soffre di prosopagnosia (incapacità di riconoscere i volti, anche nota come cecità facciale), e ha da sempre condotto quindi una vita solitaria.
Tutto ciò cambia quando inizia a utilizzare il programma di intelligenza artificiale dove incontra "Holo", la cui apparenza è identica a quella dello sviluppatore Nan-do, che si innamora lentamente di So-yeon, e la cui personalità fredda contrasta enormemente con quella di Holo.

## Personaggi e interpreti

### Personaggi principali
- Ko Nan-do/Holo, interpretato da Yoon Hyun-min.
È un genio informatico, creatore di Holo, l'assistente virtuale che diventa una figura centrale nella vita di So Yeon, nonché proprietario di una società di investigazione informatiche tenuta segreta. Nan-Do è un uomo dal passato tormentato, caratterizzato da una profonda solitudine e un senso di colpa per gli eventi tragici che lo hanno segnato. Questi eventi comprendono la perdita in giovane età dei genitori in un incidente, lasciandolo orfano, il tradimento causato da un amico fidato che ha compromesso la sua fiducia nelle persone e la sua presunta morte dopo un inseguimento a seguito di un attacco hacker da lui effettuato. Quest'ultimo è il motivo per cui la sua azienda è tenuta segreta. Nel corso della serie affronta un viaggio emotivo e spirituale mentre cerca di superare il suo passato doloroso e di aprirsi a nuove possibilità di amore e redenzione. La sua relazione con So Yeon e il triangolo amoroso con Holo aggiungono ulteriori strati alla sua complessa caratterizzazione, mettendo in luce le sue vulnerabilità e i suoi desideri più profondi.[3]

- Han So-yeon, interpretata da Go Sung-hee.
È una donna affetta da prosopagnosia, un disturbo che le impedisce di riconoscere i volti delle persone. So-yeon si presenta come una donna dolce, intelligente e gentile, ma al contempo tormentata dalla sua condizione che la rende isolata e solitaria. La sua vita prende una svolta quando riceve un paio di occhiali intelligenti contenenti Holo, un assistente virtuale dalle sembianze umane. Attraverso la sua relazione con Holo, So-yeon inizia a sperimentare un senso di connessione e conforto che non aveva mai provato prima. La presenza di Holo nella sua vita la aiuta a superare la solitudine e a trovare il coraggio di aprirsi agli altri.[4]

### Personaggi ricorrenti
- Ko Yoo-jin, interpretata da Choi Yeo-jin.
È la sorella di Nan-do, nonché l'amministratore delegato della società "GIO LAB", la società che sviluppa Holo. Yoo-jin, una donna d'affari carismatica, si distingue nel reclutare una serie di investitori interessati al primo ologramma dotato di intelligenza artificiale al mondo. Nonostante la sua determinazione nel mondo degli affari, mostra un lato più delicato quando si tratta di suo fratello e del suo passato segreto.[5]

- Baek Chan-sung, interpretato da Hwang Chan-sung.
È un uomo ambizioso, intelligente e determinato, che si impegna a portare avanti gli interessi dell'azienda di famiglia, il conglomerato "Magic Mirror', della quale è vicepresidente. Nella serie, Chan-sung viene incaricato dal padre, presidente dell'azienda, di organizzare un'acquisizione di "GIO LAB", l'azienda rivale. Durante questo processo, Chan-sung si trova ad essere intrigato dalla sorella di Nan-do, Yoo-jin.[5]

- Madre di So-yeon, interpretata da Lee Jung-eun.
È la madre di Han So-yeon, la quale visita regolarmente sua figlia e rifornisce il suo frigorifero.

- Yoo Ram, interpretata da Kang Seung-hyun.
È la migliore amica e coinquilina di Han So-yeon. A causa del suo lavoro come assistente di volo è spesso lontana da casa, tuttavia si mostra sempre disponibile per incoraggiare So-yeon quando è triste.

## Colonna sonora

### Tracce
Testi e musiche di Ji Pyeong-kwon.
1. Eyes on You (feat. Jackson Lundy) – 2:38
2. Paradise (feat. Ninos) – 3:34
3. You Are The Only One (feat. Elaine) – 3:48
4. Love Again (feat. KLAZY) – 4:18
5. White Clouds (feat. Soullette) – 3:14
6. Shining Stars (feat. PlayJ) – 3:48
7. Fly Away (feat. HANAJIN) – 3:12
8. Opening Title – 0:32
9. Another Day – 2:12
10. Way Back Home – 3:41
11. An Ordinary Day – 2:28
12. Got To Know You – 2:58
13. On The Road – 2:43
14. Alone – 2:40
15. Car Chasing – 2:05
16. Holo Fantasy – 1:38
17. Did I Do – 1:33
18. When I See You – 3:41
19. Adore You – 2:34
20. Simple Things – 2:41
21. Truth Is – 2:04
22. Dream In A Dream – 2:35
23. Same Time – 2:07
24. Before You Go – 3:25
25. Lose Control – 3:49
26. Emotion – 2:00
27. Imperfect – 2:30
28. Faded – 2:43
29. Conflict – 3:25
30. Into The Light – 2:33
31. Stride La Vampa (feat. Shin Della) (da Il trovatore) – 2:44

Durata totale: 85:53

## Produzione e distribuzione
Le prime notizie riguardanti la produzione di una serie sudcoreana, sono trapelate nel dicembre 2018. Secondo le stesse la serie avrebbe coinvolto gli attori sudcoreani Yoon Hyun-min e Go Sung-hee, inoltre il progetto, inizialmente noto con il nome di "Me Alone and You", avrebbe visto le riprese iniziare nel gennaio 2019.
In seguito è stato annunciato che la società di produzione Studio Dragon si sarebbe occupata della produzione; mentre il 7 febbraio 2020 la serie è stata distribuita globalmente da Netflix come My Holo Love.